# Řád za vojenskou statečnost a zásluhy
Řád za vojenskou statečnost a zásluhy (bulharsky: Орден За военна доблест и заслуга) bylo státní vyznamenání Bulharské lidové republiky založené roku 1974. Udílen byl za věrné a bezvadné služby, za činy v posilování ozbrojených sil a státní bezpečnosti a za úspěchy v bojovém výcviku.

## Historie a pravidla udílení
Řád byl založen výnosem Národního shromáždění č. 1094 ze dne 28. května 1974. Udílen byl příslušníkům ozbrojených sil Bulharska, příslušníkům ministerstva vnitra, stejně jako veteránům obou složek za věrné a bezvadné služby, za činy v posilování ozbrojených sil a státní bezpečnosti a za úspěchy v bojovém výcviku.
Po pádu komunistického režimu byl řád v roce 1991 zrušen. Do té doby bylo od založení řádu uděleno celkem 8746 těchto vyznamenání.

## Insignie
Řádový odznak měl tvar červeně smaltovaného diamantu o velikosti stran 34 mm. Kosočtverec byl položen na pozlacený obdélník k jehož vrchním vrcholům směřují hroty skřížených mečů, které prochází i červeným diamantem. Svislá zlatá vavřínová větev dělila odznak na dvě poloviny. Uprostřed byl kulatý medailon se zlatým bulharským lvem na smaltovaném pozadí v barvách národní trikolóry. Okolo medailonu byl bíle smaltovaný kruh se zlatým nápisem НРБ ЗА ВОЕННА ДОБЛЕСТ И ЗАСЛУГА. V případě II. třídy byly všechny pozlacené části vyjma středového medailonu a větvičky stříbrné. Zadní strana odznaku byla hladká.
Řád byl nošen nalevo na hrudi na stuhou pokryté kovové destičce ve tvaru pětiúhelníku. Stuha byla zelená se třemi úzkými pruhy uprostřed v barvách bulharské vlajky, tedy pruhy bílé, zelené a červené barvy.
Autory vzhledu insignií byli B. Kozarev a M. Makarov. Medaile byly vyráběny ve státní mincovně v Sofii.

## Třídy
Řád byl udílen ve dvou třídách:
- I. třída
- II. třída